# Heitor Carpinteiro Péres
Heitor Carpinteiro Péres (Cabo de Santo Agostinho, 3 de janeiro de 1907 – 10 de agosto de 1990) foi um médico brasileiro.
Foi eleito membro da Academia Nacional de Medicina em 1957, ocupando a Cadeira 57, que tem Juliano Moreira como patrono.